# 1-Pyrrolin
1-Pyrrolin ist eine chemische Verbindung aus der Gruppe der Pyrroline, ein cyclisches Imin aus einem fünfgliedrigen Ring. Seine Struktur leitet sich von der des Pyrrols durch die formale Hydrierung einer Doppelbindung ab.

## Darstellung
1-Pyrrolin kann durch Oxidation von Pyrrolidin mit Natriumperoxodisulfat in Gegenwart von Natriumhydroxid und Silbernitrat synthetisiert werden. Weitere Synthesewege sind die oxidative Decarboxylierung von Prolin mit Natriumperiodat und die oxidative Cyclisierung von 1,4-Diaminobutan mit alkalischer Natriumhypochloritlösung.

## Vorkommen
1-Pyrrolin ist die Hauptduftstoffkomponente von Sperma und kann von ca. 20 % der menschlichen Bevölkerung olfaktorisch nicht wahrgenommen werden (partielle Anosmie).